# Rinspeed Veleno
Der Rinspeed Veleno (auch Rinspeed Viper Veleno genannt) ist ein Konzeptfahrzeug des Schweizer Automobilherstellers Rinspeed. Es wurde auf dem Genfer Auto-Salon 1993 vorgestellt und basiert auf der US-amerikanischen Dodge Viper.
Das Fahrzeug wurde statt im serienmäßigen Rot in Giftgrün lackiert und mit einer geänderten Frontschürze, an die Windschutzscheibe versetzten Rückspiegel, einem hinteren Überschlagschutz mit integrierten, hochversetzten Rückleuchten und einem anderen Heck modifiziert. 
Angetrieben wird der Veleno von einem um 150 PS von 400 auf 550 PS gesteigerten Zehnzylinder-Motor. Auch der Innenraum des Wagens wurde stark abgeändert. Während im Basisfahrzeug Leder das beherrschende Material im Interieur war, verbaute Rinspeed im Veleno unter anderem das sogenannte „Vinerus“, ein speziell gefertigtes Kunststoffmaterial. 
Darüber hinaus gehören ein Radio der japanischen Firma Alpine und das Nokia 121 zur Ausstattung des Fahrzeugs.